# Жест присяги

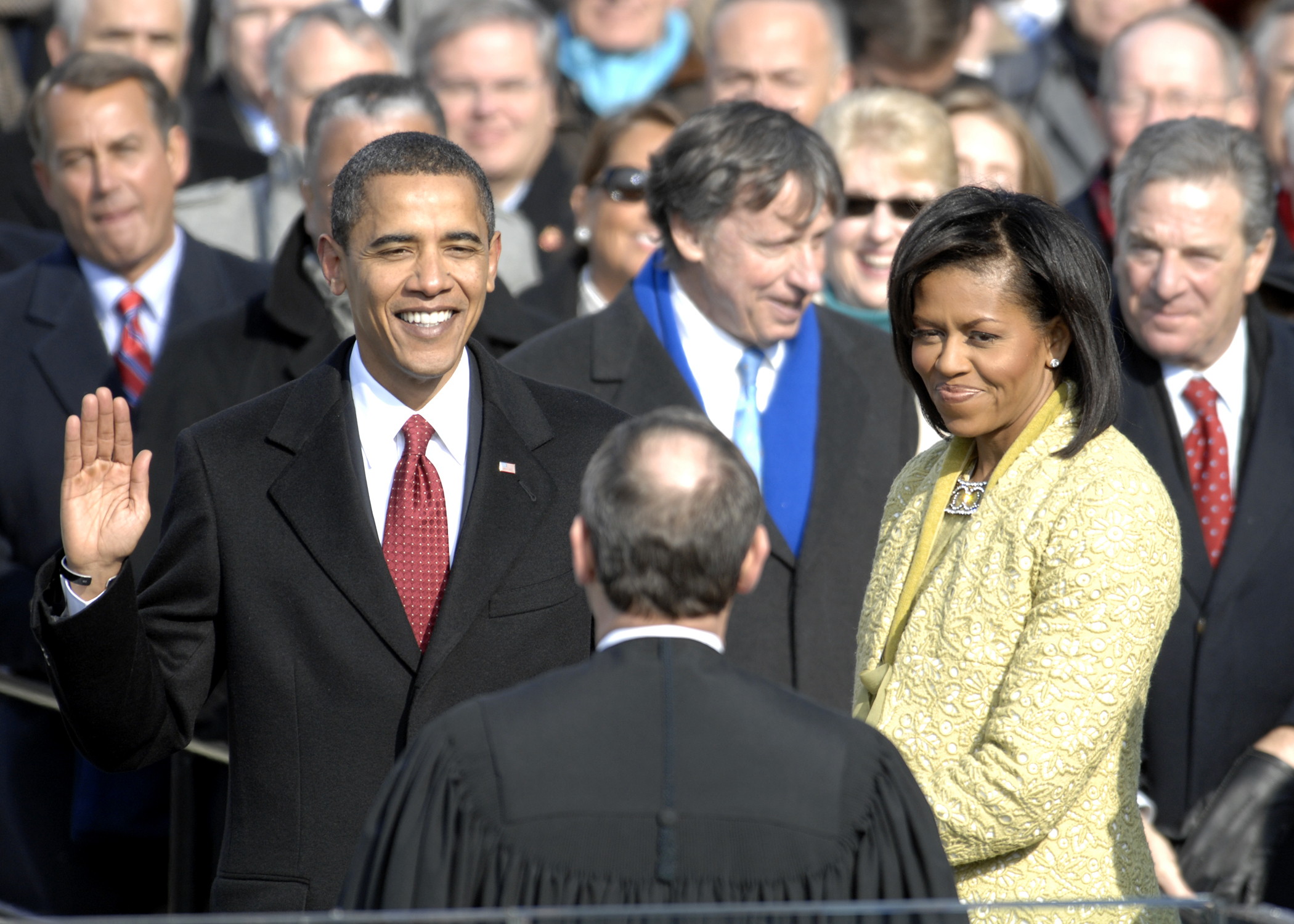
Барак Обама під час вступу до присяги президента США. Ліва рука лежить на Біблії Лінкольна (20 січня 2009 р.)

Жест присяги — жест правої руки, який відбувається під час складання обітниці чи клятви (наприклад, присяги) має підтверджувати сказані слова.
У типовому положенні права рука піднята, долоня звернена до глядача, великий, вказівний і середній пальці (пальці клятви) витягнуті паралельно один одному, а безіменний і мізинець зігнуті.
В іншому поширеному положенні клятвенної руки не тільки три клятвенних пальці, але й усі пальці піднятої правої руки витягнуті паралельно один одному. У деяких випадках таке положення руки передбачає одночасне розміщення лівої руки на Біблії.
Іноді під час складання присяги рука присяги взагалі опускається.

## Значення

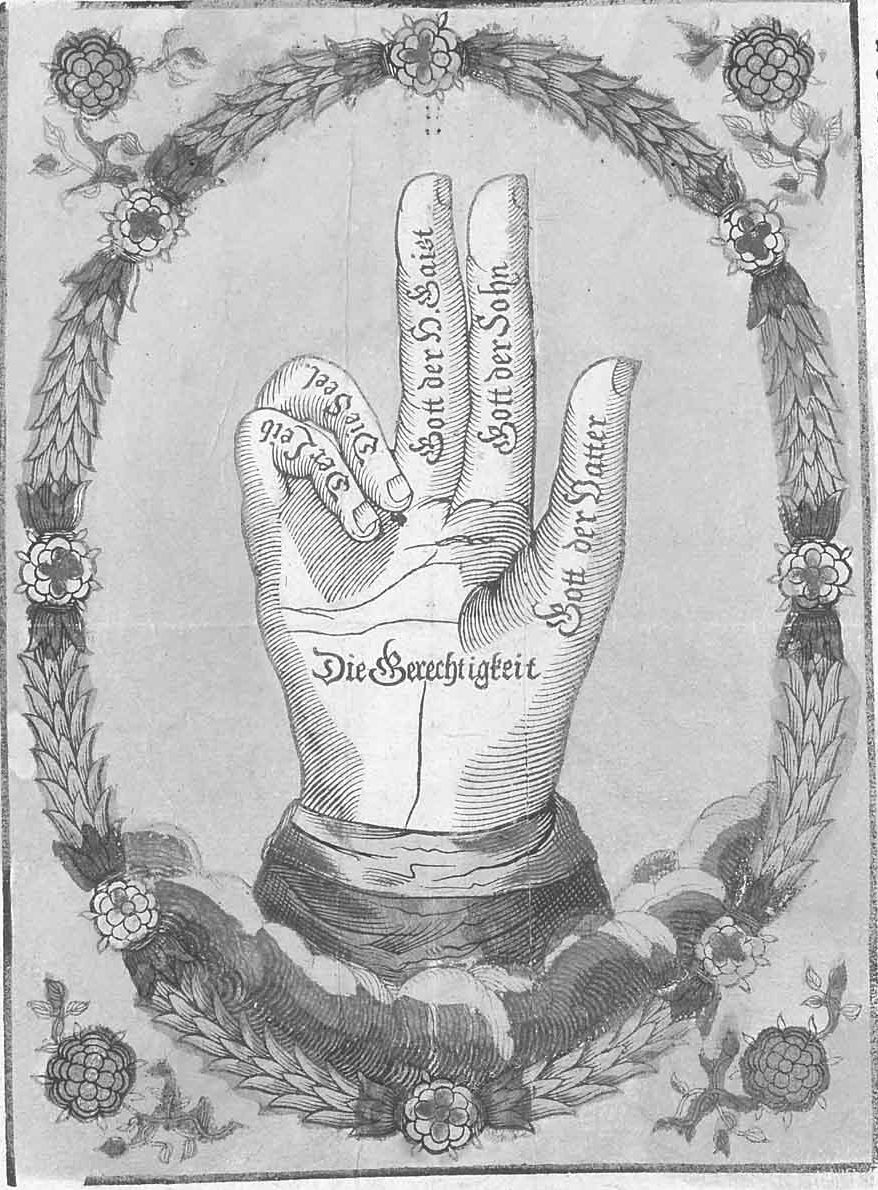
Символіка руки клятви в листівці Прекрасна інтерпретація клятви Ейд (1798)

Використання клятвенної руки з трьома витягнутими клятвенними пальцями під час складання клятви символізує підкорення людини триєдиному Богу та її покликання як помічника клятви з усіма наслідками для спасіння душі в загробному світі в разі лжесвідчення. У середні віки за лжесвідчення можна було покарати відсіканням руки присяги (дзеркальна кара).
Клятвенні пальці символізують Трійцю, у християнській теології істотну єдність Бога-Отця, Сина Божого (Ісуса Христа і Святого Духа). За нагадуванням про Люцернську присягу 1671 року, великий палець означає Бога-Отця, вказівний — Сина Божого, а середній — Святого Духа. Крім того, зігнутий безіменний палець символізує душу, зігнутий мізинець символізує тіло, а долоня символізує справедливість.

## Використання

### Жест
У німецькому кримінальному праві, наприклад, під час присяги свідок повинен підняти праву руку (§ 64 п. 4 StPO). Однак це не є обов'язковою частиною складання присяги.
Традиційно у Швейцарії жест присяги показує, хто складає присягу, наприклад, державні службовці або військовослужбовці, але не ті, хто складає нерелігійну обітницю замість присяги. У цьому випадку цей жест, як правило, не є обов'язковим за законом.

### Геральдика
Жест присяги можна зустріти в гербах як загальну фігуру чи символ. Якщо рука присяги простягається з хмари або оточена німбом, вона стає рукою Бога.

## Різне
У вирішальній битві під Гогенмользеном проти правлячого римсько-німецького короля Генріха IV королю-супротивнику Рудольфу Рейнфельденському (близько 1025–1080 рр.) відрубали руку в бою. Це було розцінено як вирок Божий, оскільки Рудольф присягнув цією рукою на вірність королю Генріху IV. Муміфіковану руку, яку приписують Рудольфу, можна побачити в Мерзебурзькому капітулі при Мерзебурзькому соборі. Копія цієї руки, виготовлена у 2013 році, знаходиться в музеї Фрікталя на батьківщині Рудольфа, у місті Райнфельден.
На пам'ятній монеті Веймарської республіки 1929 року зображено 10-ту річницю прийняття Веймарської конституції на аверсі зображення рука присяги.
Пам'ятний камінь жертвам Другої світової війни в Берліні-Марцан показує більшу за життя руку присяги. Пам'ятний камінь біля святкової зали цвинтаря Марцан Парк був створений у 1952 році скульптором Ервіном Коббертом і вшановує жертв бомбардувань Другої світової війни.
Німецький політик ХСС Фрідріх Циммерманн (1925–2012) отримав прізвисько «Старий Швурхенд» (перетворення Олд Сурехенда) за лжесвідчення у зв'язку зі справою баварського казино.

## Галерея

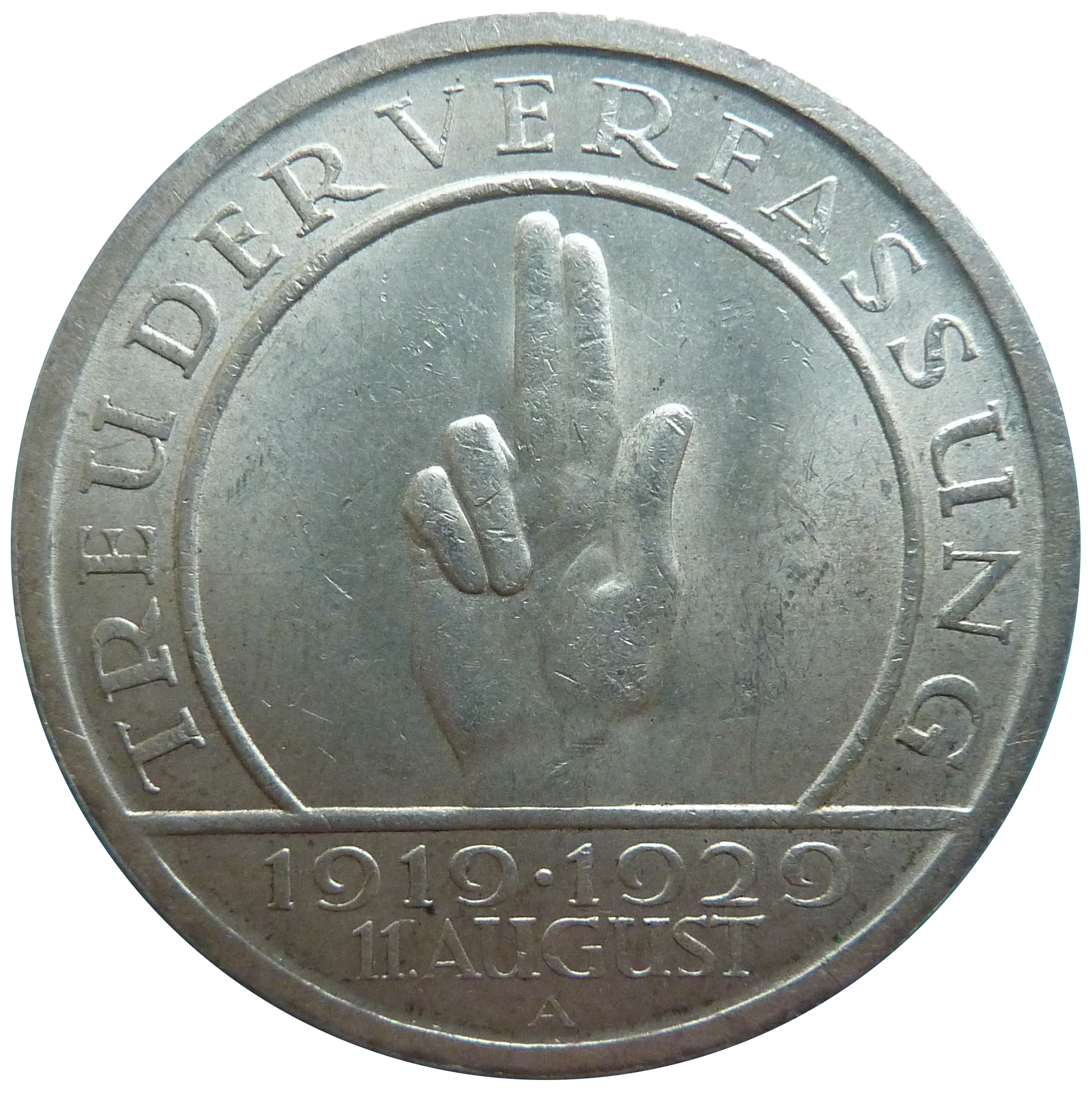
Ювілейна монета до 10-річчя Веймарської конституції (1929)
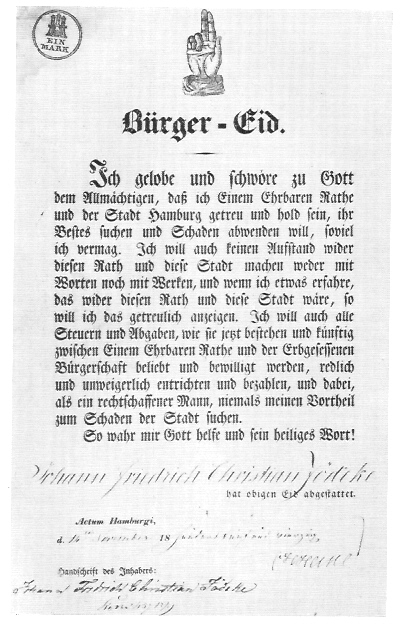
Лист громадян Парламент Гамбургу з жестом присяги (1845)
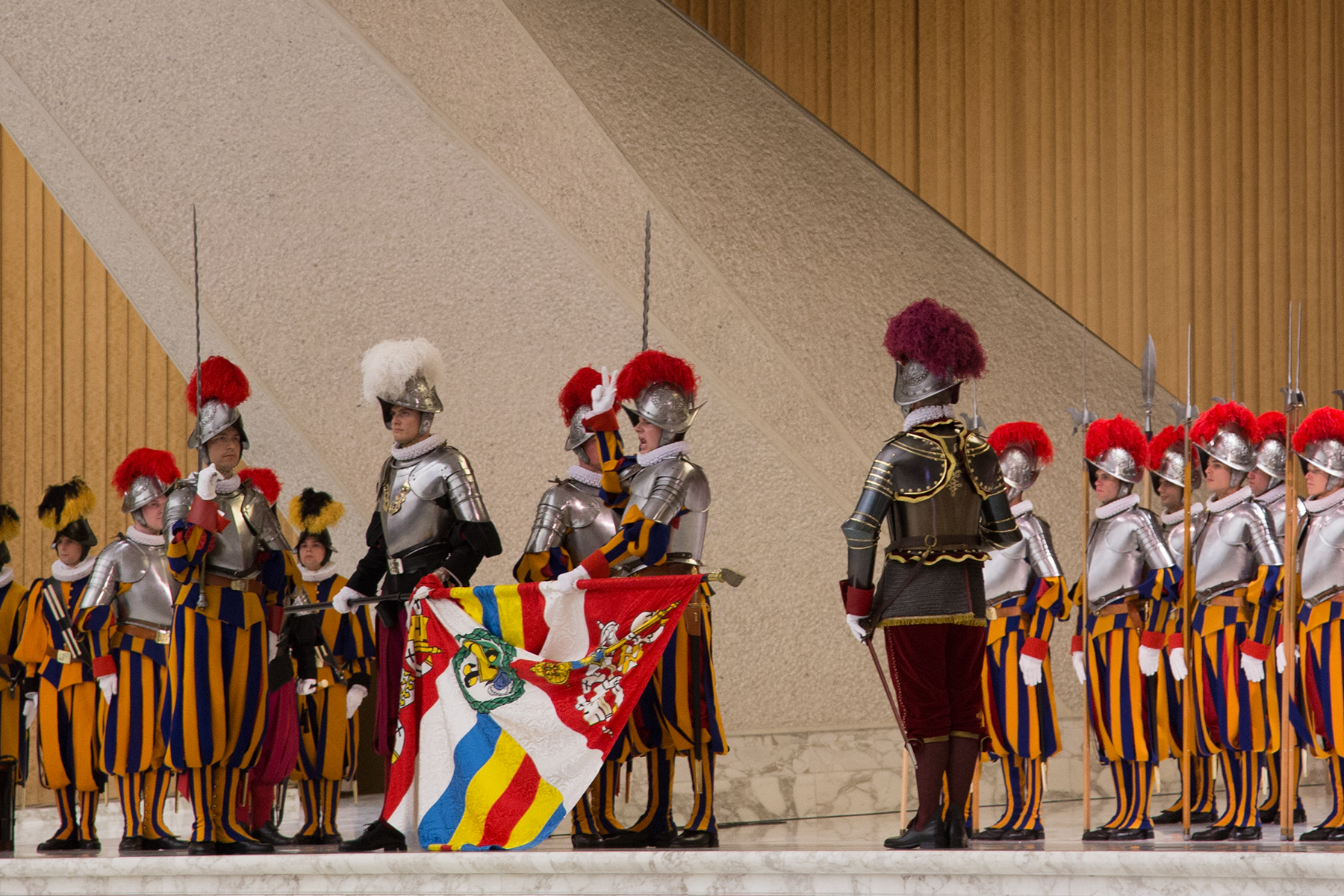
Швейцарська гвардія з піднятою рукою присяги під час складання військової присяги (2013)
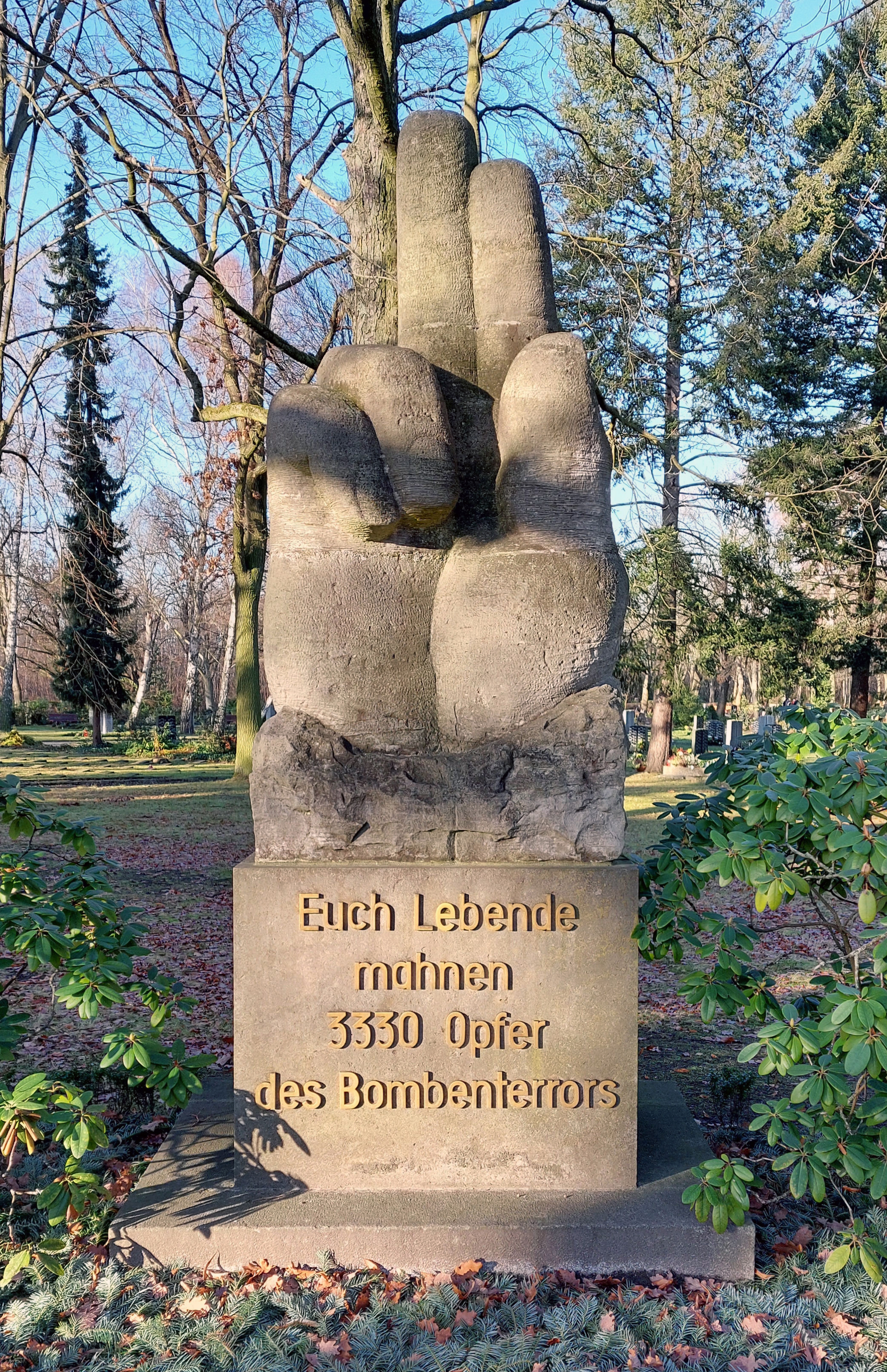
Меморіал жертвам бомбардувань під час Другої світової війни в Берлін-Марзані, 1952 рік
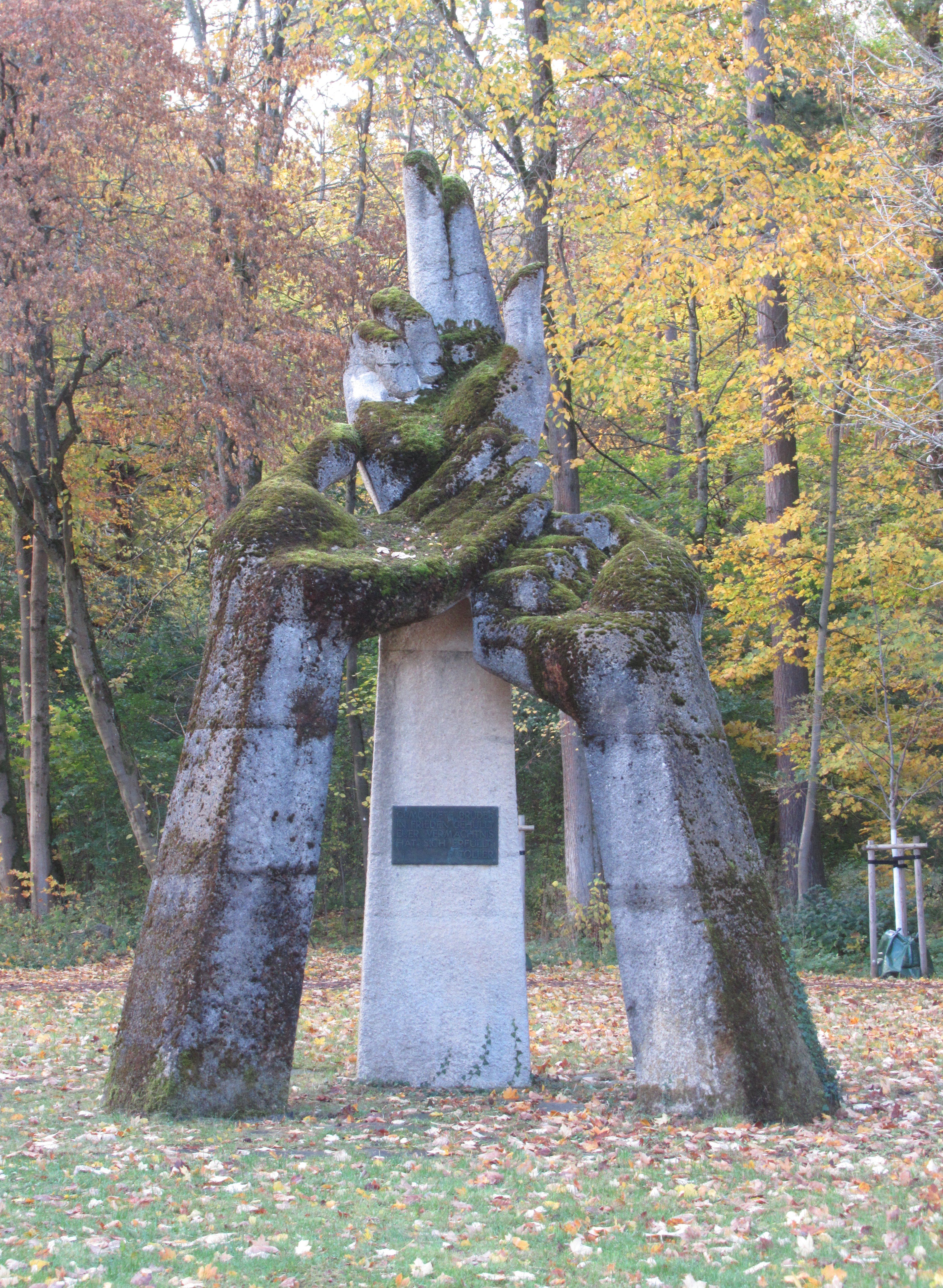
Меморіал жертвам націонал-соціалізму в Ільменау
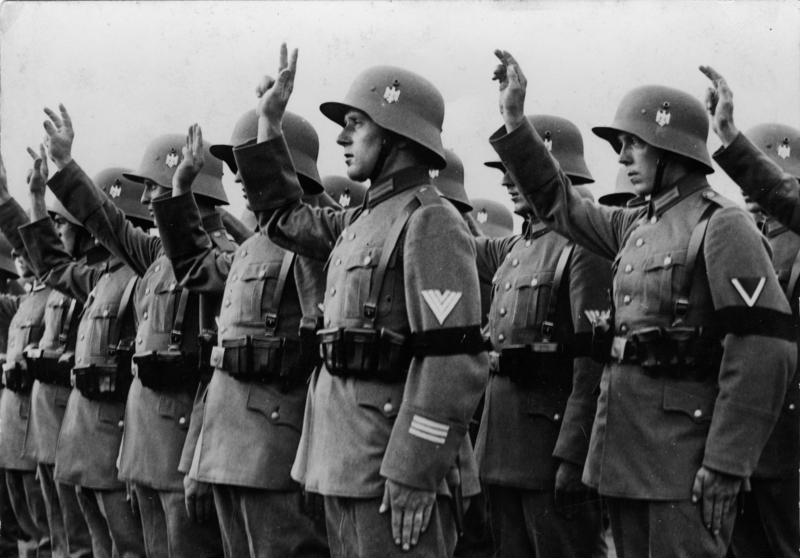
Приведення солдатів Рейхсверу до присяги Адольфу Гітлеру (серпень 1934 року)
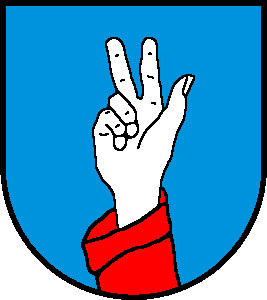
Жест присяги на гербі муніципалітету Гемпен (Schweiz)
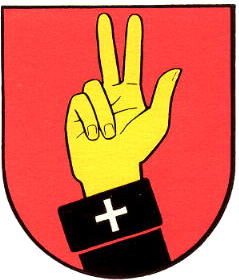
Гоммісвальд, Швейцарія (до 2012)
Аньяла, Фінляндія
Гресторп, Швеція
Гоммертсгаузен, Німеччина
Обераммергау, Німеччина
Абатство Хайлігенкройц, Австрія

## Медичний симптом
У медицині симптом захворювання, параліч серединного нерва, називають «рукою присяги». Це може відбуватися як на правій, так і на лівій руці.